# Liga de fútbol americano de Turquía
La Liga de fútbol americano de Turquía (TKFL), es una liga de fútbol americano turco establecida en 2005.

## Historia
El desarrollo del fútbol americano en Turquía comienza a principios de 1990. Boğaziçi Elephants (más tarde rebautizado como Sultans), fundado en 1990, y Bullets (luego rebautizado como Red Deers), fundado en 1993, se agregaron a los equipos de Istanbul Teknik (Hornets) y Marmara University (Sharks) durante 1995-1996. Sin embargo, Marmara Sharks cerró en 1998. A partir de 2010, el número de equipos de clubes superó los 13 y el número de equipos universitarios superó los 24.
El primer partido oficial entre los dos equipos turcos se jugó entre Boğaziçi Elephants y Istanbul Pistof en 1993. Los elefantes ganaron este partido 28-0. El nombre "Elefantes" se cambió más tarde a "Sultanes". Después de la temporada 1995-1996, paralelamente al aumento en el número de equipos, la Liga de Fútbol Americano comenzó a organizarse de acuerdo con el calendario de clasificación entre universidades. En los años siguientes, las universidades Hacettepe Red Deers, ITU Hornets, Marmara Sharks, METU Falcons, Ankara Cats, Gazi Warriors, Ege Dolphins, Yeditepe Eagles también establecieron sus equipos. Sin embargo, en estos años, los partidos se jugaban sin los requisitos básicos del fútbol americano. Los equipos comenzaron a comprar equipos en 2001 y el fútbol americano entró en una estructura profesional. Después de Bilkent Judges, Boğaziçi Sultans se convirtió en el segundo equipo con equipamiento. El primer partido con equipo se jugó en Ankara en 2001, y Sultans ganó 34-0.
Dentro de los equipos nacionales, el equipo de Turquía se enfrentó al equipo nacional rumano en su primer partido oficial (mayo de 2013), siendo los turcos los vencedores en este partido por 61-0.

## Estaciones
| Temporada | Equipo ganador      | Puntaje | Equipo perdedor | Lugar de eventos | Ciudad | Ref.        |
| --------- | ------------------- | --- | --- | --- | --- | ----------- |
| 2006      | Boğaziçi Sultans    | 30–8 | Ege Dolphins | İnönü Estadio | Beşiktaş, İstanbul | [ 4 ] [ 5 ] |
| 2007      | Hacettepe Red Deers | 15–12(OT) | Gazi Warriors | Beytepe Campus | Çankaya, Ankara | [ 4 ] [ 5 ] |
| 2008      | Hacettepe Red Deers | 20–14(2 OTs) | Gazi Warriors | Beytepe Campus | Çankaya, Ankara | [ 4 ] [ 5 ] |
| 2009      | Boğaziçi Sultans    | 22–20 | Istanbul Cavaliers | Vefa Estadio | Fatih, İstanbul | [ 4 ] [ 5 ] |
| 2010      | Istanbul Cavaliers  | 18–13 | Gazi Warriors | Bulvarspor Estadio | Kartal, İstanbul | [ 4 ] [ 5 ] |
| 2011      | Gazi Warriors       | 41–38(6 OTs) | Boğaziçi Sultans | Sakarya Atatürk Estadio | Adapazarı, Sakarya | [ 4 ] [ 5 ] |
| 2012      | Gazi Warriors       | 47–12 | Hacettepe Red Deers | Cebeci Estadio | Çankaya, Ankara | [ 4 ] [ 5 ] |
| 2013      | Boğaziçi Sultans    | 39–23 | METU Falcons | Ali Durmaz Estadio | Nilüfer, Bursa | [ 6 ]       |
| 2014      | Boğaziçi Sultans    | 30–23 | Koç Rams | Maltepe Hasan Polat Estadio | Maltepe, İstanbul | [ 7 ]       |
| 2015      | Boğaziçi Sultans    | 10–7 | Koç Rams | Marmara BESYO Estadio | Beykoz, İstanbul | [ 7 ]       |
| 2016      | Koç Rams            | 21–14 | Boğaziçi Sultans | ITÜ Estadio | Sarıyer, İstanbul | [ 8 ]       |
| 2017      | Koç Rams            | 56–14 | Sakarya Tatankaları | Yusuf Ziya Öniş Estadio | Sarıyer, İstanbul | [ 9 ]       |
| 2018      | Koç Rams            | 52–41 | Boğaziçi Sultans | METU Campo | Çankaya, Ankara | [ 10 ]      |
| 2019      | Koç Rams            | 29–19 | METU Falcons | Koç Üniversity Campo | Sarıyer, İstanbul | [ 11 ]      |
| 2020      | Yeditepe Eagles     | *Temporada cancelada debido a Covid-19. (Yeditepe Eagles fue el equipo con más puntos antes de que se cancelara la temporada). | *Temporada cancelada debido a Covid-19. (Yeditepe Eagles fue el equipo con más puntos antes de que se cancelara la temporada). | *Temporada cancelada debido a Covid-19. (Yeditepe Eagles fue el equipo con más puntos antes de que se cancelara la temporada). | *Temporada cancelada debido a Covid-19. (Yeditepe Eagles fue el equipo con más puntos antes de que se cancelara la temporada). | [ 12 ]      |

## Equipos

#### Equipos 2022[13][14]
| Equipo              | Ciudad             | Fundado |
| ------------------- | ------------------ | ------- |
| Koç Rams            | Estambul, Turquía  | 2004    |
| Boğaziçi Sultans    | Estambul, Turquía  | 1987    |
| ITU Hornets         | Estambul, Turquía  | 1993    |
| Hacettepe Red Deers | Ankara, Turquía    | 1993    |
| Gazi Warriors       | Ankara, Turquía    | 1996    |
| METU Falcons        | Ankara, Turquía    | 1996    |
| Sakarya Tatankaları | Sakarya, Turquía   | 2002    |
| Anadolu Rangers     | Eskişehir, Turquía | 1993    |